# Покутське низькогір'я
Поку́тське низькогі́р'я — невисокі гори, що простягаються від верхів'я р. Лючки до долини р. Черемошу, в межах Івано-Франківської області. 
Протяжність майже 30 км. Переважні висоти 700—800 м, макс. — 1000 м. Складається з пісковиків, аргілітів, мергелів. Родовища нафти, будматеріалів. 